# Pitch Black (EP)
Pitch Black är en EP med det svenska progressiva extrem metal-bandet Meshuggah. EP:n släpptes februari 2013 av skivbolaget Scion Audio Visual.

## Låtlista
1. "Pitch Black" – 5:56
2. "Dancers to a Discordant System" (live) – 9:51

## Medverkande
Musiker (Meshuggah-medlemmar)
- Jens Kidman – sång
- Fredrik Thordendal – basgitarr (spår 1), sologitarr
- Tomas Haake – sång (spår 1), trummor
- Dick Lövgren – basgitarr
- Mårten Hagström – gitarr

Produktion
- Fredrik Thordendal – ljudtekniker (spår 1)
- Daniel Bergstrand – ljudmix (spår 1)
- Rickard Sporrong – mastering
- Rob Kimura – omslagsdesign